# Берлінська філармонія

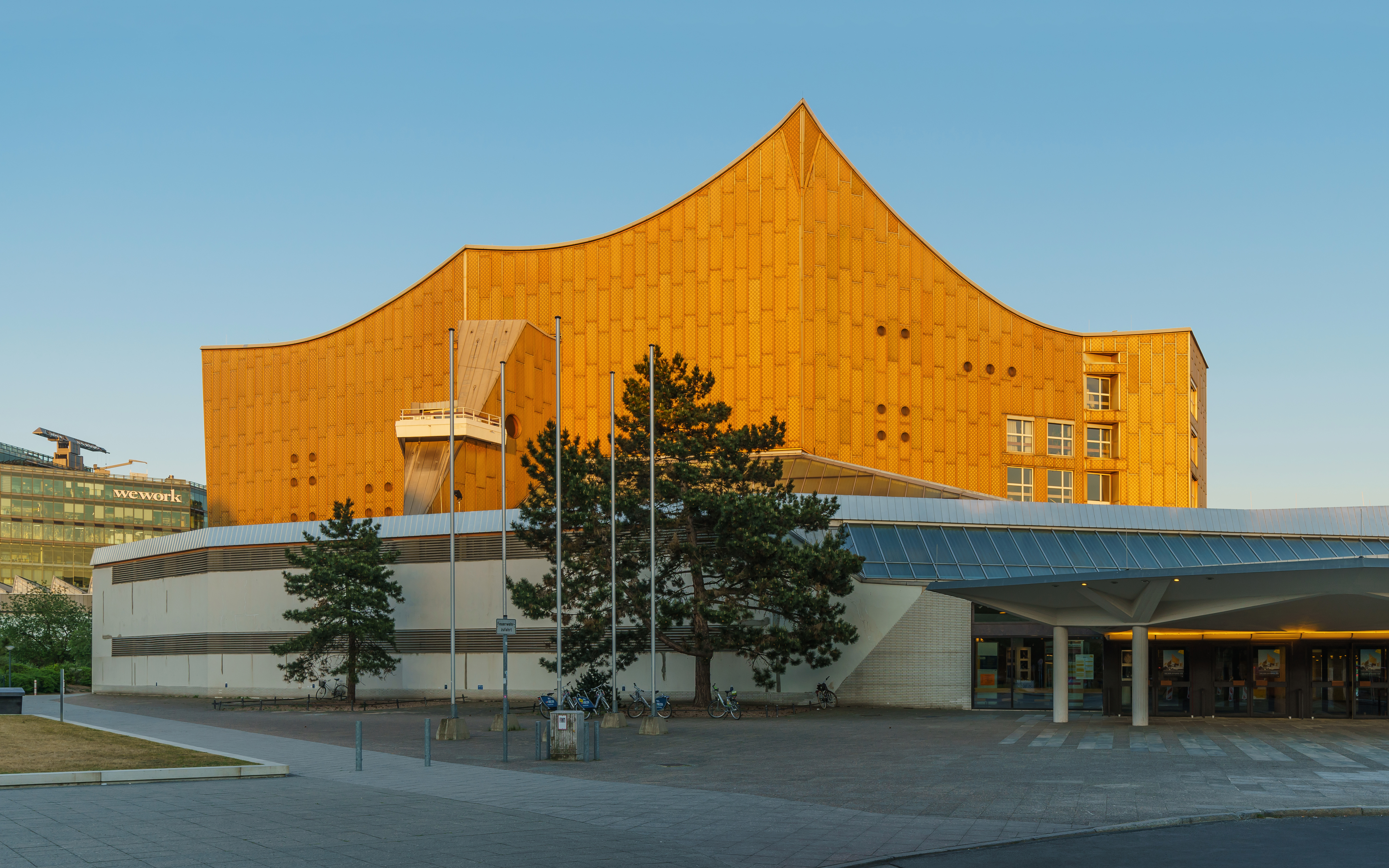
Берлінська філармонія. Головний вхід

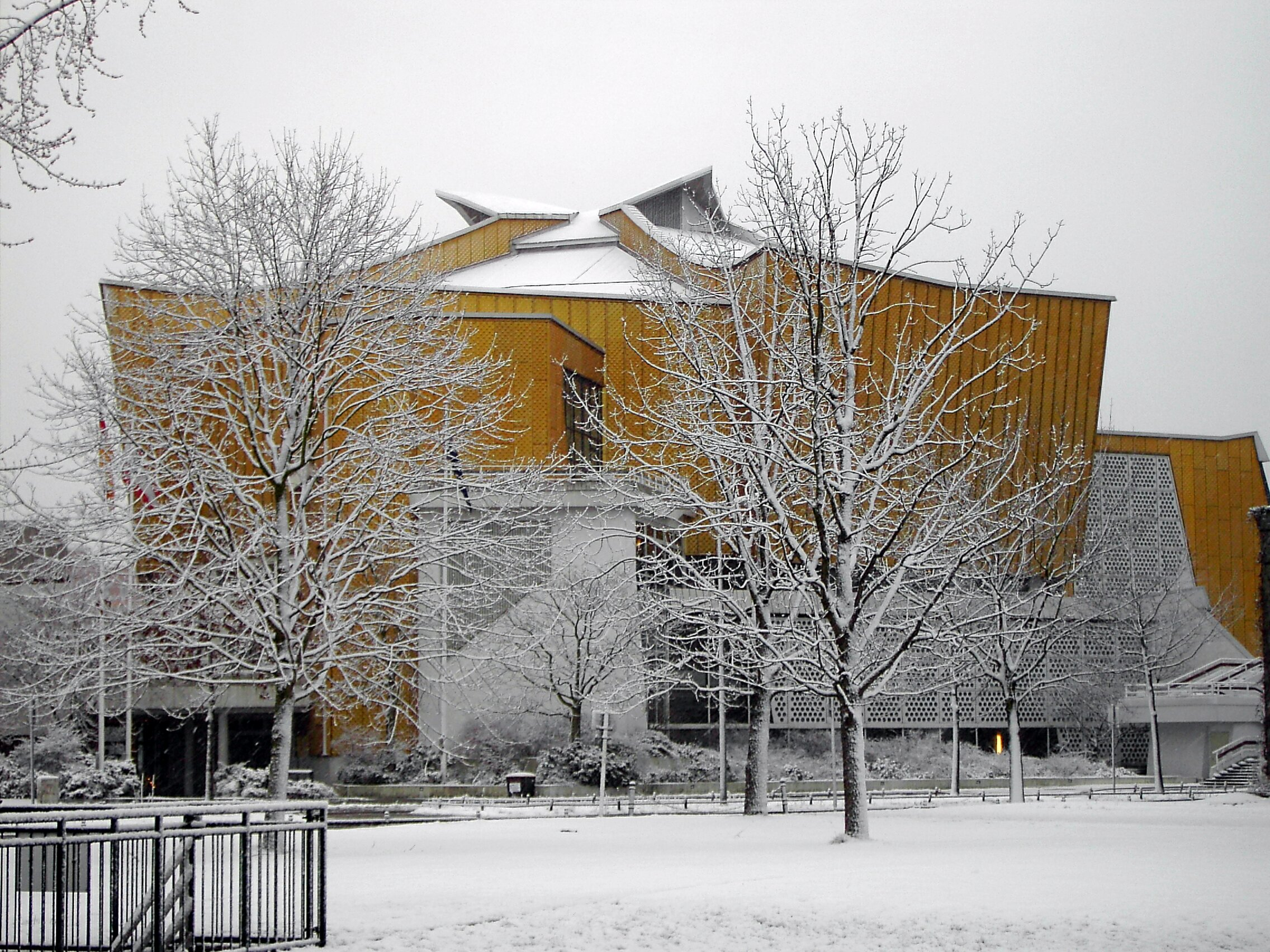
Зал камерної музики в снігу

Берлінська філармонія (нім. Berliner Philharmonie) — один з найвідоміших  концертних залів Берліна, розташована на площі Кемперплац (нім. Kemperplatz) у районі Тіргартен. Будинок філармонії був побудований для Берлінського філармонічного оркестру в 1960—1963 роках за проектом  архітектора Ганса Бернuарда Шаруна і відкрився 15 жовтня 1963 року. Берлінська філармонія стала першою спорудою у проекті берлінського Культурного форуму. 

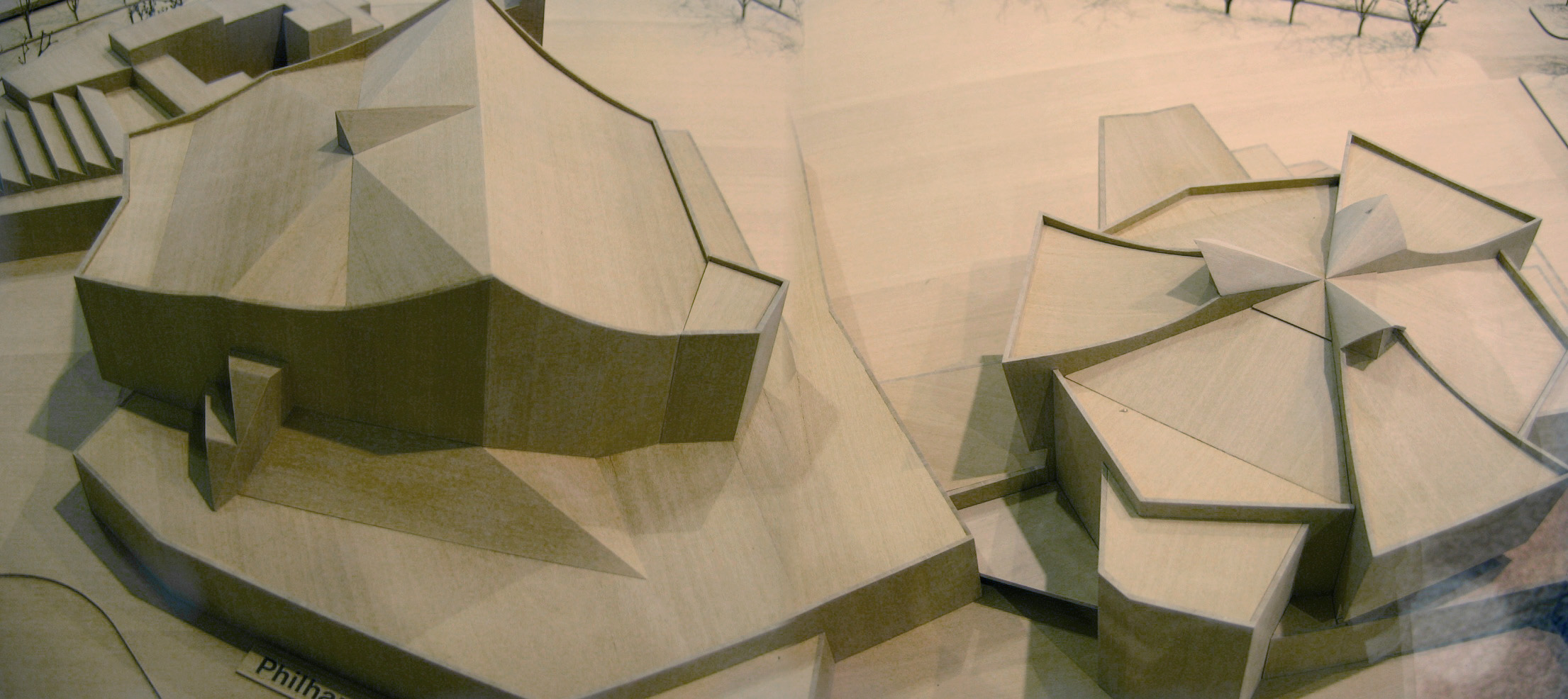
Модель Берлінської філармонії (ліворуч) і Зала камерної музики (праворуч)

Будинок, що поблискує золотом, з бетону вже здалеку привертає увагу своєю асиметричною формою і кольором. Зовні Філармонія нагадує цирк-шапіто, і оскільки в її створенні особисту участь брав Герберт фон Караян, берлінці дали йому прізвисько«Цирк Караяна» (нім. Karajan-Zirkus). 
Філармонія має два зали. «Великий зал» має п'ятикутну форму і є найбільшим концертним залом Берліна й розрахований на 2440 місць. Довжина залу становить 60 м, ширина - 55 м, висота з подіумом — 21 м. Зал Філармонії відрізняється незвичайним інтер'єром. Сцена перенесена в центр залу, і оркестр як на арені оточений з усіх боків публікою, що розміщається на різнорівневих терасах лож. Акустичні проблеми були чудово вирішені за рахунок особливої конструкції стін і м'якої оббивки стелі.
В 1984—1987 роках поруч із Берлінською філармонією відповідно до первісного задуму Шаруна за проектом архітектора Едгара Віснієвського був збудований Зал камерної музики, що з'єднується з будинком Філармонії.